# معروف کوکه‌ای
ملا معروف کوکه‌ای (کوکه یی) (۱۳۲۴–۱۲۵۴ خورشیدی) از شاعران شهر مهاباد ایران است. وی به فارسی و کردی سورانی (مکریانی) می‌سرود.

## آثار
دیوان اشعار فارسی کوکه‌ای با خط نستعلیق توسط ملا عبدالرحیم افشار نگارش یافته و به چاپ رسیده‌است. غزلیات کوکه‌ای بیشتر به شیوه استادان پیشین «حافظ» و «سعدی» می‌باشد. قصاید پر محتوای وی از نوع قصاید قاآنی و «امیری فیروزکوهی» است.
وی از جمله کسانی بود که نظم فارسی را در منطقه مکریان به اوج رسانید. در آثار او یک نوع عرفان از گونه‌های مولوی و حافظ یافت می‌شود.
دیوان کردی کوکه یی دارای اشتباهات املایی فراوانی بوده که این نشانگر کم توجهی ناشران و کسانی می‌باشد که آثار ارزشمند این شاعر را به چاپ رسانیده‌اند.
از ملا معروف اشعار پراکنده دیگری نیز در گنجینه‌های ادبی و جنگ‌ها و کشکول‌ها به یادگار مانده که هنوز منتشر نشده‌اند.
اشعارش سرشار ازاشاره به شخصیت‌های تاریخی و حوادث می‌باشد همچنان که سیلاب سال ۱۳۱۵ ه‍.ش در مهاباد در قالب قصیده‌ای به یادگار نهاده‌است.
از استاد کوکه یی کتابی نیز به خط خویش در مورد نمودار محورها و مختصات جبر و احتمال به یادگار مانده‌است.

## زندگی
ملا معروف در ۲ دی ماه سال ۱۲۵۴ ه‍.ش در روستای حاجی خوش مهاباد دیده به جهان گشود.
پدرش» ابراهیم «و مادرش» زبیده «از طایفه پربلاو بود. وی به سال ۱۲۷۸ ه‍.ش در سن بیست و پنج سالگی با دختر ملا رضای روستای سوته و برده‌رش شهرستان بانه که با مادرش خویشاوندی داشته ازدواج می‌کند. اسم همسرشان آمنه بوده‌است. کوکه‌ای شاعر به هنگام ازدواج یعنی سال ۱۲۷۸ ه‍.ش در روستای قولغه تپه ساکن بوده‌است. مدت زندگی مشترکشان با آمنه خانم سی و هشت سال بوده، یعنی به سال ۱۳۱۶ ه‍.ش همسرشان فوت می‌نماید. ملا معروف ازآمنه خانم دارای چند اولاد بوده که بزرگ‌ترین آنان موسوم به» ملا علی «به سال ۱۳۰۳ ه‍.ش در آن هنگام که پدرشان پنجاه ساله بوده‌اند به دست افراد مسلح یکی از خوانین پرنفوذ و پرقدرت منطقه به نام» سرتیپ شریکندی «کشته شده‌است.
پدرملا معروف در روستای شاگیلدی فوت می‌کند. موقع فوت پدر ملا معروف نوجوانی دوازده ساله بوده‌است، یعنی سال ۱۲۶۵ ه‍.ش پس با توجه به ازدواج ایشان در روستای قولغه تپه خانواده آنان از شاگیلدی به روستای قوڵغه تپه مهاجرت کرده‌اند.
ملا معروف به سال ۱۲۶۵ ه‍.ش در سن دوازده سالگی موقعی که چوپان گله بوده آن‌ها را رها کرده و راهی عراق می‌شود، بعد از شانزده روز پیاده‌روی به آن دیار می‌رسد، در روز آدینه، فصل بهار به شهر سلیمانیه می‌رسد و در خانقاه محوی این شهر شروع به خواندن می‌کند و دو سال و پنج ماه ماندگار می‌شود.
برادران ملا معروف، احمد، محمود، رسول و قادر بوده و خواهری نیز به نام فاطمه داشته‌اند.
وی به شیوه قدیم در خدمت استادان بزرگواری درس خواند، در آن دوره بیشتر تکیه بر کتب مذهبی و قرآنی و صرف و نحو عربی می‌شد. وی بعد ازآموختن این علوم به دنبال ادامه تحصیل خود به روستاهای زیادی سفر کرد، روستاهایی که در آن زمان کانون گرم علم و اندیشه بودند، از آن جمله می‌توان به روستاهای قره کند، قره گویز، زنبیلان، درویشان، و خانقاه اشاره کرد که در آن‌ها استادان وعالمان به شیوه آن روز به طالبین و دانشجویان و پویندگان خود درس می‌دادند.
کوکه یی بعد از سپری کردن این دوره‌ها سفری نیز به شهر سلیمانیه کرد وآنچه از علوم و فنون عربی بود آموخت. وی در مسجد شاه درویش مهاباد شروع به تدریس کرد
ملا معروف در فاصله بین سال‌های ۱۳۱۳ ه‍.ش تا ۱۳۱۵ ه‍.ش دو مرتبه توسط مرکز بقوسیان ارمنی در تبریز موردعمل جراحی چشم قرار می‌گیرند ولی متأسفانه عمل، نتیجه مثبت نمی‌دهد و ایشان از قدرت بینایی محروم می‌گردند.
ملا معروف کوکه یی در سال ۱۳۲۴ ه‍.ش بعد از گذراندن هفتاد و یک سال عمر درگذشت و در محله مسجد سرخ مهاباد و در کرایه نشینی منزل» حاج سید محمد امین شمسی «وفات یافت. پیکر وی در قبرستان تخریب شده ملاجامی مهاباد همجوار مدفن و مرقد شیخ‌زاده خانم سریل آوا و مرقد شیخ» محمد عارف رشتی «مدفون گردید.